# ليون اشكنازي
ليون اشكنازي (بالفرنسية: Léon Ashkenazi)‏ هو حاخام فرنسي وإسرائيلي، ولد في 21 يونيو 1922 في وهران في الجزائر، وتوفي في 21 أكتوبر 1996 في القدس في إسرائيل.